# Berufsfachschule für Musik des Bezirks Mittelfranken
Die Berufsfachschule für Musik des Bezirks Mittelfranken ist ein berufliches Musikausbildungsinstitut mit Sitz im mittelfränkischen Dinkelsbühl.

## Geschichte

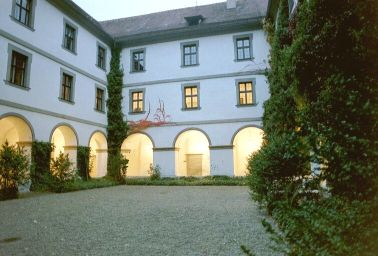
Berufsfachschule für Musik in Dinkelsbühl

Die Berufsfachschule für Musik des Bezirks Mittelfranken ist seit ihrer Gründung im Jahre 1984 im Karmelitenkloster Dinkelsbühl ansässig.
1986 wurde die Schule aufgrund des Zulaufs erheblich vergrößert. Ab 1997 wurden die Ausbildungsgänge erweitert; ein drittes Ausbildungsjahr zum Instrumentallehrer und der Fachbereich Rock-Pop-Jazz kamen hinzu. Die Dinkelsbühler Musikfachschule ist die einzige Berufsfachschule für Musik, an der neben den klassischen Instrumenten sowohl historische Instrumente (Barockfagott, Blockflöte, Traversflöte, Cembalo) als auch Rock-Pop-Jazz Instrumente (E-Gitarre, E-Bass, Drums, Keyboards, Vocals) studiert werden können.

## Ausbildungsgänge und Abschlüsse
- Fachrichtung Klassik (Klassische Instrumente und Gesang)
- Fachrichtung Rock-Pop-Jazz
- Ensembleleitung/Chorleitung mit Hauptfach Gesang (staatl. gepr.)
- Ensembleleitung/Chorleitung mit klassischen Hauptfachinstrumenten (staatl. gepr.)
- Fachlehrer für Musik in Grund-, Haupt- und Realschulen (in Verbindung mit dem Staatsinstitut Ansbach)
- Instrumentallehrerausbildung mit staatl. pädagogischer Prüfung, die zum Unterrichten an Musikschulen befähigt
- Künstlerisches und kulturwissenschaftliches Kompaktjahr (einjährige Intensivausbildung)
- Mittlerer Bildungsabschluss